# Ivan Krstitelj Agatić
Ivan Krstitelj Agatić (Rijeka, 1570. – 1640.), bio je senjsko-modruški biskup. Za hrvatsku je povijest značajan kao osoba koja je inicirala tiskanje glagoljskih liturgijskih knjiga.
Kad je otvorena isusovačka Prva sušačka hrvatska gimnazija 23. studenoga 1627. godine u Rijeci na Grivici kraj katedrale sv. Vida, na svečanoj misi prigodom otvaranja Ivan Agatić je tom prigodom održao govor na hrvatskom jeziku.

## Vanjske poveznice
- Ulice grada Rijeke  Arhivirana inačica izvorne stranice od 4. siječnja 2014. (Wayback Machine) Ivan Agatić